# ۶۵۷ (قمری)
۶۵۷ (قمری)، ششصد و پنجاه و هفتمین سال در گاهشماری هجری قمری است. اول محرم این سال برابر با بیست و هشتم دسامبر سال ۱۲۵۸ میلادی است.